# スタディオン・パルチザーナ
スタディオン・パルティザン（セルビア語: Стадион Партизан, セルビア・クロアチア語: Stadion Partizan, 英語: Partizan Stadium）は、セルビアのベオグラードにある多目的スタジアム。パルチザン・ベオグラードとサッカーセルビア代表のホームスタジアムとなっている。

## 概要
1951年にスタディオンJNAとして完成。陸上競技だけでなくサッカーセルビア代表の試合、パルチザン・ベオグラードのホームゲームにも使われている。
2014年10月14日、UEFA EURO 2016予選・グループIで前半終了間際、大アルバニア主義を掲げた無人航空機（ドローン）が旋回、それをきっかけにセルビアとアルバニアが乱闘騒ぎとなった。試合は中止となり3－0でセルビアの没収試合となったが、勝ち点0となったほか、UEFA主催のホームゲーム2試合を無観客処分とした（詳細は、UEFA EURO 2016予選 セルビア対アルバニアの項目を参照）。